# Margot Friedländer
Pour les articles homonymes, voir Friedlander et Margot Friedländer.
Margot Erika Hertha Friedländer (née le 12 mars 1917 à Berlin, morte le 24 décembre 1998 dans la même ville) est une chanteuse allemande.

## Biographie
Le talent de chant de Friedländer est particulièrement encouragé par sa mère : à l'âge de quatre ans, elle apparaît dans l'opéra Hänsel und Gretel d'Engelbert Humperdinck, et à l'âge de neuf ans, elle est soliste d'une chorale d'enfants. Comme son père est d'origine juive, elle est considérée par l'idéologie du national-socialisme comme une demi-juive et donc exclue en février 1940 de la Chambre de la musique du Reich, où elle s'était inscrite à la fin des années 1930. Cependant elle est réintégrée en 1941, probablement pour le soutien des troupes. Elle participe à des enregistrements de propagande de Charlie and His Orchestra. Elle est renvoyée du front oriental en Allemagne, accusée injustement d'espionnage.
Elle chante avec Heinz Sandberg dans les bars de Hambourg Faun et Trichter. Début 1944, la Gestapo la harcèle. Friedlander est condamnée à du travail forcé, mais disparaît après qu'un musicien italien lui propose de la cacher à Berlin. Plus tard dans l'année, elle se produit illégalement dans des bars du Quartier Latin de Berlin, tels que l(Orangerie ou le Patria ; dans le public se trouve l'adjudant de Goebbels Diether von Wedel, un fanatique de jazz. De même, l'Obergruppenführer Wolf-Heinrich von Helldorf est un fan.
Après la fin de la Seconde Guerre mondiale, elle entre dans le Radio Berlin Tanzorchester et interprète principalement des chansons de swing, également avec d'autres orchestres. En 1946, elle fait des enregistrements pour Odeon, au cours desquels elle est accompagnée (en partie en anglais) par l'orchestre de Kurt Widmann (Bei mir bist du schön, Rum und Coca-Cola). Elle devient connue entre autres en tant qu'interprète de compositions de George Gershwin, Cole Porter et Irving Berlin. Elle fait des tournées en Allemagne en compagnie de Bully Buhlan.
En tant que soliste, elle travaille avec de nombreux orchestres : Kurt Edelhagen, Adalbert Lutter, Gerd Natschinski (The Man I Love, Amiga 50131) et Kurt Henkels. Elle a un rôle dans le film Valse dans la nuit d'Erich Engel, sorti en 1952.
Même si elle habite à Berlin-Ouest, elle prend part à de nombreuses productions radio et Amiga dans la partie est de la ville. Avec la construction du mur de Berlin en 1961, cette possibilité s'arrête, ce qui limite d'abord l'activité de sa carrière. Deux ans avant sa mort, elle enregistre cinq titres pour la Mitteldeutscher Rundfunk avec son mari au piano.

## Source de la traduction
- (de) Cet article est partiellement ou en totalité issu de l’article de Wikipédia en allemand intitulé « Margot Friedländer (Sängerin) » (voir la liste des auteurs).